# Garry
Garry (als marges del riu Spokane, 1811-1892) fou cap dels coeur d'alêne. Estudià a l'escola de la missió anglicana a Winnipeg, mantingué contactes amb els umatilla. El 1858 va signar amb els blancs el Tractat de Wallawalla, però es va veure embolicat en la guerra amb els spokane, i la tribu fou delmada i traslladada a una reserva el 1867. El 1887 fou obligat a cedir 3,14 milions d'acres de les seves terres d'Idaho als nord-americans.